# Manifestations de 2019-2020 en Iran
Durant la deuxième quinzaine du mois de novembre 2019, des manifestations ont lieu en Iran. Les manifestants protestent contre l'augmentation du prix du carburant annoncée par les autorités en prenant pour cible la République islamique et ses plus hauts dignitaires. Ce mouvement intervient dans un contexte de crise économique, le pays subissant une importante récession, alors que de vastes manifestations ont également lieu dans des pays voisins, en l'occurrence en Irak et au Liban. Après une répression violente et un arrêt du mouvement, les mensonges des autorités iraniennes au sujet du crash du vol 752 Ukraine International Airlines déclenchent une nouvelle vague de manifestations anti-régime en janvier 2020, plus restreintes et mobilisant essentiellement le milieu étudiant, dans le contexte d'une crise américano-iranienne.
La première vague de manifestations est associée à des émeutes : des membres des forces de l’ordre sont tués et de nombreux bâtiments sont incendiés. La répression est d'une ampleur inédite sous la République islamique : environ 1 500 personnes sont tuées selon une enquête de l'agence Reuters, au moins 304 selon Amnesty International et au moins 208 selon l'ONU ; le nombre des arrestations est d'au moins 7 000 selon Amnesty International et l'ONU. Les autorités iraniennes procèdent à une coupure de l'accès à internet d'une ampleur également inédite, et accusent les manifestants d'être des agents de l'étranger. Tous les médias, y compris étrangers, se voient interdire de relater les événements. Michelle Bachelet, Haut-Commissaire des Nations unies aux droits de l'homme, dénonce notamment « de multiples violations du Pacte international relatif aux droits civils et politiques ».

## Contexte
En Iran, les prix des carburants sont parmi les plus bas au monde en raison de fortes subventions et de la baisse de la valeur du rial,. L'Iran est également l'un des plus grands producteurs de pétrole au monde, avec des exportations de plusieurs milliards de dollars chaque année. Selon le chercheur Vincent Eiffling, « l’essence est un symbole en Iran, l’un des pays du monde qui consomment le plus de carburant par habitant et qui possède les quatrièmes réserves de pétrole », et considéré comme « une sorte de droit inaliénable » par les Iraniens qui « considèrent qu’ils doivent pouvoir jouir de cette exploitation ». La surconsommation d'essence pose des problèmes pour l’environnement ; Téhéran s'avère très pollué notamment à cause de l’utilisation de vieilles voitures.
Avec le rétablissement en 2018 des sanctions économiques américaines contre l'Iran, accrues notamment depuis septembre 2019, l'économie iranienne subit un net ralentissement : la récession est de -9,5 % dans le pays en 2019 d’après le Fonds monétaire international (FMI), l'inflation est de l’ordre de 40 % selon les chiffres officiels iraniens, la valeur du rial est tombée à son plus bas historique, le pouvoir d'achat en très forte baisse, le taux de chômage est de 12,5 % selon les autorités mais plus probablement au-dessus de 20 %, et les investisseurs étrangers tendent à retirer leurs capitaux,,,,. Ces sanctions ont fait tomber la vente de pétrole à 300 000 ou 600 000 barils par jour — selon les sources — au lieu d'un peu plus de 2 millions en 2018, alors que l’État a besoin d'en exporter un million et demi,,. En outre, la capacité de raffinage de l'Iran est limitée et les sanctions ont rendu difficile l’achat de pièces de rechange pour les usines pétrolières. Dans ce contexte, la popularité du président Hassan Rohani est en chute libre. Des millions de jeunes Iraniens, particulièrement touchés par le chômage, mettent en cause la mauvaise gestion économique et la corruption des autorités : le guide suprême Ali Khamenei et d'autres responsables ont appelé le pouvoir judiciaire à intensifier sa lutte contre la corruption.
Par ailleurs, une partie des Iraniens jugent trop onéreuse la politique étrangère interventionniste de leur pays, notamment en Syrie, en Irak et au Liban : selon Vincent Eiffling, celle-ci coûte « des centaines de millions de dollars chaque année ». Au même moment ont cours des manifestations en Irak et au Liban, où les manifestants s'opposent notamment à l'ingérence iranienne,. Selon Nader Nouri, secrétaire général de la Fondation d'Études pour le Moyen-Orient (FEMO), la révolte irakienne — « dans le pays voisin le plus proche, historiquement et culturellement, de l'Iran » — est indissociable des manifestations en Iran : « On assiste dans les deux pays à l'émergence d'un front commun contre un ennemi commun. Le contexte et les revendications sont presque identiques ».
Au-delà du Moyen-Orient, l'Iran rejoint une trentaine de pays secoués par des contestations depuis la fin de l'année 2018, qui tendent à s’ancrer dans la durée. À l'instar de l'Iran, ces mouvements sont souvent déclenchés par l’augmentation du prix de produits ou de services de première nécessité : comme en Iran, l’essence en France et en Équateur ; le pain au Soudan ; le ticket de métro au Chili ; les appels téléphoniques en ligne au Liban. Ces mouvements ont également en commun d'« être nés de décisions gouvernementales apparemment anodines, qui se sont avérées être la goutte d’eau qui a fait déborder des sociétés de plus en plus inégalitaires, avec le sentiment partagé par de nombreux citoyens d’une perte de contrôle démocratique ».

## Manifestations de novembre 2019

### Annonce de la hausse du prix de l'essence
Les manifestations commencent dans la soirée du 15 novembre à Ahvaz, après que le Haut Conseil de coordination économique — composé du président de la République, du président du Parlement et du chef de l'autorité judiciaire — a annoncé une augmentation de 50 % à 1 500 toumans (11 centimes d'euros) pour les 60 premiers litres d'essence achetés chaque mois, mais de 300 % pour les litres suivants, soit 22 centimes d’euros. Le salaire minimum en Iran équivaut à 85 euros par mois et le salaire moyen à environ 220 euros par mois,.
Le gouvernement affirme vouloir ainsi dégager des aides d’un montant de 300 000 milliards de rials, soit environ 2,3 milliards d’euros, pour les 18 à 20 millions de familles dans le besoin, selon des chiffres officiels, et non à combler le déficit budgétaire,. La baisse des subventions à l'essence a été recommandée par les grands organismes internationaux et économistes libéraux. La hausse du prix doit aussi « permettre de limiter la contrebande d’essence avec les pays limitrophes, qui était encouragée par la différence entre les prix de l’essence dans ces pays et en Iran », et faciliter les exportations d'essence en limitant la consommation interne.
Selon la chercheuse Azadeh Kian, « il y a bien une réserve importante de devises mais elle sert à financer les groupes pro-iraniens à l’extérieur, les proxies, et non le bien-être de la population. Les caisses sont donc de plus en plus vides. Le gouvernement ayant de moins en moins de moyens, il va devoir emprunter cinq milliards de dollars à la Russie ». Selon le chercheur Ali Fathollah-Nejad, spécialiste de l’Iran au Brookings Doha Center, « le moment choisi laisse à penser que l’État a agi par contrainte et par urgence face à un budget extrêmement serré, qui aurait compromis sa capacité de payer ses employés, y compris ses organes de sécurité, au cours des prochains mois ». Pour Nader Nouri, secrétaire général de la Fondation d'Études pour le Moyen-Orient (FEMO), « piocher dans la poche d'un peuple reste la seule solution malgré tous les risques qu'une mesure aussi cruelle représente », le régime excluant une baisse sensible des « budgets alloués aux centres liés au pouvoir » ainsi qu'à « ses programmes agressifs de missiles balistiques et ses milices, que le guide suprême considère comme les piliers de la survie de la théocratie ».

### Manifestations et émeutes

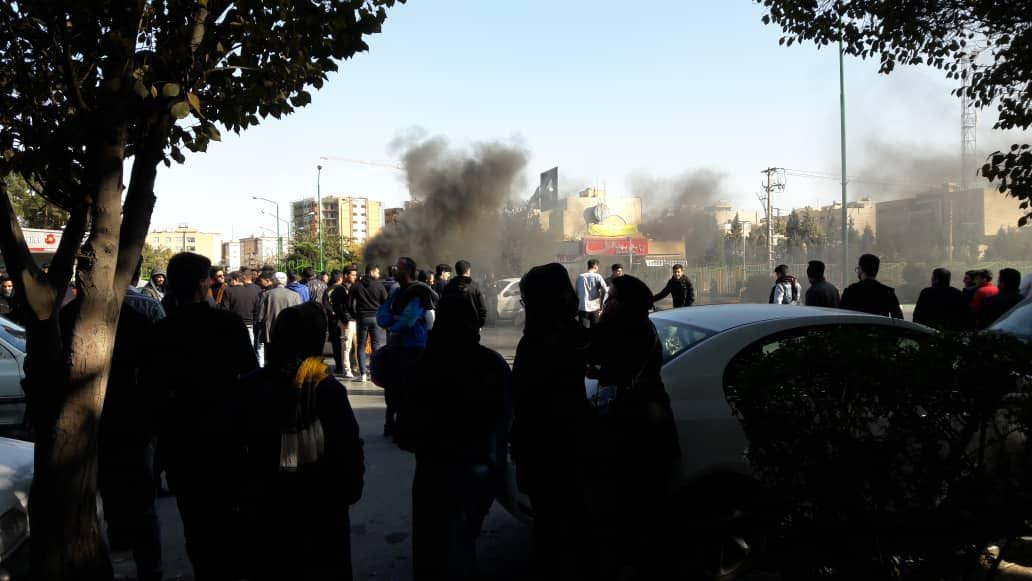
Manifestants à Isfahan.

Les manifestations éclatent quelques heures après l'annonce gouvernementale. Les manifestations ont lieu dans plus de 100 villes,, dont la capitale Téhéran à partir du 17 novembre, et rassemblent entre 120 000 et 200 000 personnes selon le ministre iranien de l'Intérieur,. Une quarantaine sont concernées par les émeutes. Les Iraniens les plus pauvres ne croient pas à l'annonce des autorités selon laquelle la hausse du prix de l'essence servira à leur apporter des aides financières : Jonathan Piron, historien et politologue, rappelle qu'en 2011, le président Mahmoud Ahmadinejad avait revu à la baisse les subsides accordés sur le prix de l’essence sans engendrer de manifestations « car il avait trouvé des compensations sans attendre un délai »,.
Si la majorité des défilés semblent avoir été pacifiques selon Amnesty International, des manifestants mènent des actions extrêmement dures,. Des rapports se contredisent sur la présence ou non d'une ou de plusieurs personnes armées parmi les manifestants. Le régime confirme la mort de quatre membres des forces de l’ordre. De nombreux bâtiments sont attaqués et en proie aux flammes dans l'ensemble du pays, dont plus de 700 banques selon un recensement officiel, plus de 140 sites gouvernementaux, 50 bases des forces bassidjis (milices au service de la répression interne), des postes de police, des centaines de véhicules appartenant aux forces de sécurité, des dizaines d’immeubles, de centres commerciaux et de stations-service,,,,. Neuf hozeh elmieh (établissements supérieurs d’enseignement des sciences religieuses) ont brûlé,. Des axes routiers sont bloqués,.

Le Guide suprême Ali Khamenei est pris pour cible par les manifestants.

Comme lors des manifestations de 2017-2018, les manifestants ciblent la République islamique dans sa totalité, aussi bien les radicaux que les réformistes, le président Hassan Rohani que le Guide suprême Ali Khamenei, alors que la loi interdit de le critiquer,. Dans tout le pays, des portraits représentant Ali Khamenei sont brûlés ou détruits. Une statue de l’ayatollah Rouhollah Khomeini, défunt fondateur de la république islamique, est détruite. Parmi les slogans : « Ni Gaza, ni le Liban, ma vie seulement pour l’Iran », « mort à Rohani », « mort au dictateur », « ils vivent comme des rois, les gens deviennent pauvres ». De nombreux manifestants demandent le retour de Reza Pahlavi, fils aîné du dernier chah, en exil aux États-Unis,.
Le 20 novembre, Hassan Rohani se félicite d'avoir mis un terme à la contestation. Le 23 novembre, les manifestations « semblent terminées » selon le journaliste Jean-Pierre Perrin, bien que « quelques foyers perdurent, semble-t-il, à Chiraz, Javanroud (dans le Kurdistan d’Iran), dans les quartiers majoritairement arabes de Khorramshahr et Ahwaz, sans parler du bazar de la grande ville kurde de Kermanshah qui a été incendié dans la nuit de vendredi ».
Selon Nader Nouri, secrétaire général de la Fondation d'Études pour le Moyen-Orient (FEMO), « le soulèvement de novembre 2019 est bien plus vaste et intense que celui de 2017-2018 notamment vu sa rapidité et le potentiel explosif qu'il a révélé ».

### Coupure de l'accès à internet et interdiction de couverture aux médias
En réaction, les autorités iraniennes interdisent rapidement l'accès à internet, officiellement pour rendre le pays imperméable à toute ingérence extérieure. Le degré de connexion du pays au Web mondial tombe au plus bas à 4 %. La manœuvre est facilitée par le fait qu’il n’existe en Iran que deux voies d’accès à l’Internet global et qu’elles sont l’une et l’autre sous le contrôle du gouvernement. Jason Rezaian, ancien correspondant en Iran du Washington Post, indique que « les autorités iraniennes ont répondu [aux sanctions commerciales américaines] en développant leur propre Internet domestique (connu sous le nom de National Information Network (en)). Le NIN est, entre autres, devenu la porte d’entrée par laquelle les Iraniens ont accès aux réseaux extérieurs ». Selon le journaliste Jean-Pierre Perrin, ce « couvre-feu numérique » permet aussi d’éviter que les manifestations nourrissent celles en cours en Irak, dont les participants dénoncent les agissements de Téhéran dans la région. Selon la chercheuse Azadeh Kian, « il n’y a pas d’alliance entre les différents groupes sociaux, car il n’existe pas d’organisation politique ou syndicale. C’est donc Internet qui fait le lien, et dès lors qu’il est coupé, les liens le sont également ».
Tous les médias, y compris étrangers, se voient interdire de relater les événements. Les images des violences sont rares et proviennent exclusivement de la télévision d'État iranienne.
Après une dizaine de jours de coupure, l'accès à internet est progressivement rétabli à partir du 27 novembre. L'ampleur de la coupure est inédite dans le pays : selon Ershad Alijani, journaliste spécialiste de l'Iran, « Internet a déjà été ralenti ou partiellement coupé au moment de manifestations en Iran, notamment en 2009, mais jamais avec une telle ampleur et à une échelle géographique aussi vaste ». Les pertes économiques associées à cette coupure sont estimées à 3 milliards de dollars, touchant en particulier les entreprises d'import-export, le commerce en ligne, les agences de voyages et les start-up. Amir Nazemy, vice-ministre iranien des Communications, indique alors travailler sur un projet de loi qui permettrait une coupure plus concertée et moins brutale. Les courants plus conservateurs appellent, eux, à améliorer l'efficacité du réseau national d'information, uniquement accessible aux services étatiques, aux sites d'information locaux et aux applications validées par le gouvernement.
Le 25 décembre, l'accès au réseau international est de nouveau fortement restreint dans le pays, et même coupé dans certaines provinces, alors que certaines familles des victimes des manifestations de novembre ont appelé à des rassemblements pour commémorer leurs mémoires, conformément à la tradition iraniennes qui consiste à commémorer des défunts le 40e jour de l'anniversaire de leur mort. Des personnes ayant appelé à ces rassemblements sont arrêtées, étant accusées de participer à des projets contre-révolutionnaires selon l’agence Mehr, proche des conservateurs.

### Répression

#### Répression létale
Le régime ayant anticipé les manifestations, « les forces de sécurité, le ministère du Renseignement, l'appareil judiciaire et autres structures sécuritaires dans différentes villes et provinces ont été mis en état d'alerte cinq jours avant l'annonce de la hausse du prix de l'essence ». Les autorités déploient leur arsenal létal à un rythme beaucoup plus rapide que lors des manifestations des années précédentes. Nader Nouri, secrétaire général de la Fondation d'Études pour le Moyen-Orient (FEMO), estime cependant que « la réaction de la population à travers le pays s'est révélée beaucoup plus explosive que celle attendue par les autorités ». Selon l'enquête de l'agence Reuters, le guide suprême Ali Khamenei rassemble, après les premiers jours de manifestations, ses plus hauts responsables de la sécurité et du gouvernement, dont le président Hassan Rohani : il déclare que « la République islamique est en danger » et donne l'ordre de « faire tout ce qu'il faut » pour « arrêter » les manifestants. Un reportage du 3 décembre à la télévision publique iranienne confirme que les forces de sécurité ont tué des citoyens, affirmant que « certains émeutiers ont été tués lors d'affrontements ». 
Les autorités iraniennes démentent l'usage d'armes à feu en direction des manifestants par les forces de l'ordre, rapporté par des vidéos. Le Haut-Commissariat des Nations unies aux droits de l'homme indique avoir « reçu des images qui semblent montrer les forces de sécurité en train de tirer sur des manifestants non armés par derrière alors qu’ils s’enfuyaient », tandis que d’autres personnes auraient été directement touchées au visage et dans les organes vitaux, ce qui démontrerait que les forces de l'ordre ont tiré « pour tuer ». D'après des témoignages recueillis par Amnesty International et corroborés par des vidéos, des snipers ont tiré sur la foule depuis les toits de bâtiments et, dans un cas, à partir d'un hélicoptère. Le 19 novembre à Bandar-e Mahchahr, dans le Khouzistan, entre 40 et 100 personnes sont massacrées par des Gardiens de la révolution islamique ; des chars patrouillent également dans la ville, pour la première fois depuis la guerre Iran-Irak (1980-1988). Un responsable de la sécurité qualifie d'« exagérées et fausses » les informations sur les actions des forces de l'ordre à Mahshahr, et affirme que celles-ci ont défendu « les gens et les installations énergétiques du pays dans la ville contre le sabotage par des ennemis et des émeutiers ».
Selon le chercheur Thierry Coville, « le degré de violence et la répression atteints aujourd’hui sont inédits dans le pays, et sont beaucoup plus élevés que lors des émeutes de 2017 ou des manifestations de 2009 ». Le Monde évoque une répression « inédit[e] par sa violence et sa rapidité », Mediapart des affrontements « d’une violence extraordinaire qui est allée croissant ». Des ONG évoquent des violences meurtrières sans précédent depuis l'avènement de la République islamique en 1979. Selon une enquête de l'agence Reuters publiée le 23 décembre 2019, qui s'appuie sur les déclarations de trois responsables du ministère iranien de l’Intérieur, le nombre de morts s'élève à environ 1 500, dont au moins 17 adolescents, environ 400 femmes et quelques membres des forces de sécurité et de police. Le département d'État américain, cité par Reuters, évalue le nombre de morts à plusieurs centaines d'Iraniens, voire plus d'un millier. Selon le décompte réalisé à la mi-décembre 2019 par Amnesty International, le nombre de morts est d'au moins 304,. Début décembre 2019, le Haut-Commissariat des Nations unies aux droits de l'homme décompte au moins 208 personnes tuées, dont 13 femmes et 12 enfants, le « bilan réel » étant probablement « supérieur ». Les autorités iraniennes ne confirment officiellement que la mort de cinq personnes, quatre membres des forces de l'ordre tués par des « émeutiers », et un civil ; au-delà, elles ne donnent aucun bilan officiel et rejettent les chiffres donnés par d'autres instances, les qualifiant de « spéculatifs »,,. Un porte-parole du Conseil suprême de sécurité nationale iranien qualifie le bilan de l'agence Reuters de « fake news ». Le parlementaire iranien Mostafa Kavakebian (en) affirme que des responsables officiels de la sécurité ont fait état au Parlement de 170 morts parmi les manifestants. Amnesty International évoque par ailleurs « des milliers » de blessés.

#### Discours des autorités

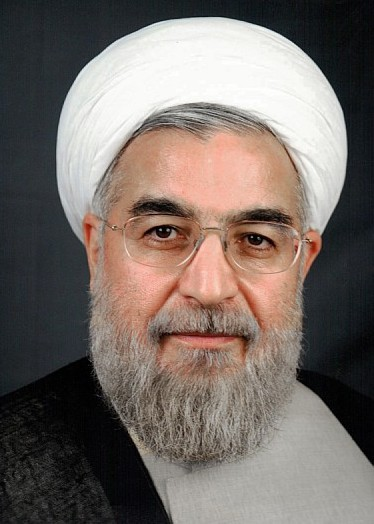
Le président Hassan Rohani adopte, comme les autres dignitaires du régime, un discours véhément à l'égard des manifestants.

Les autorités iraniennes accusent les manifestants d'être des agents de l'étranger, et mettent principalement en cause les États-Unis, Israël et l'Arabie saoudite,,. Ali Khamenei décrit les troubles comme l'œuvre d'une « conspiration très dangereuse », se félicite d'avoir « repoussé l'ennemi » et assure que « les actions récentes étaient un problème de sécurité, pas du peuple ». Hassan Rohani met en cause des « anarchistes » ayant « agi conformément à un complot conduit par les forces réactionnaires de la région : les sionistes et les Américains ». Thierry Coville relève qu'il reprend ainsi « le discours des ultras [...], ce qui est assez surprenant dans la mesure où il avait dit en 2017 qu’il fallait écouter les manifestants ». Il perçoit cependant « une logique claire dans sa démarche : à la suite de sa perte de popularité, il durcit son discours et se rapproche du guide pour chercher des appuis. Il souhaite maintenir une unité dans un régime qui se pense en situation de quasi-guerre avec les États-Unis. Tout ceci illustre bien que ce sont les ultras qui sont à la manœuvre ». Le procureur général Mohammad Jafar Montazeri (en) accuse les manifestants d'avoir des « racines à l'étranger »,. Le commandant des pasdaran pour le Grand Téhéran accuse « certains à l’intérieur et à l’extérieur » du pays de vouloir « faire à Téhéran ce qu’ils font à Bagdad et Beyrouth », en allusion aux manifestations en cours au Liban et en Irak. Le 27 novembre, l’Agence de presse de la République islamique rapporte l’arrestation de huit personnes « liées à la CIA ».

#### Arrestations, aveux forcés et répression judiciaire
Selon Amnesty International et l'ONU, le nombre d'arrestations s'élève à au moins 7 000, réparties dans 28 des 31 provinces iraniennes, conduisant à une surcharge des centres de détention,. Ce chiffre est démenti par l'autorité judiciaire iranienne ; les autorités annoncent l'arrestation d'environ 500 personnes, dont 180 « meneurs ». Ali Shamkhani, secrétaire du Conseil suprême de la sécurité nationale, affirme que « chaque émeutier, où qu’il se trouve en Iran, sera identifié et puni ». Des « juges spéciaux » viennent renforcer ceux des tribunaux révolutionnaires pour condamner la centaine de « leaders » qui, selon le général Farzan Esmaili, seront jugés « selon les instructions du Guide suprême ».
Le Haut-Commissariat des Nations unies aux droits de l'homme indique avoir reçu de nombreuses informations faisant état de mauvais traitements contre des personnes arrêtées, notamment des aveux forcés. Selon Amnesty International, « les témoignages éprouvants de témoins » laissent penser que « les autorités iraniennes, presque immédiatement après avoir massacré des centaines de personnes [...] ont mis en œuvre une répression à grande échelle conçue pour inspirer à tous la peur de parler ouvertement de ce qui s'est passé ». Hassan Rohani annonce que les « aveux » de « ceux qui ont pris part à ces incidents de manière organisée » seraient diffusés à la télévision, et que le public pourrait alors découvrir ce qu'ils « préparaient depuis plus de deux ans », jusqu'à ce que « leurs maîtres à l'étranger » leur donnent le signal d'agir. Dès le 20 novembre, l'Islamic Republic of Iran Broadcasting (radio et télévision d'État) a recours à la diffusion de faux aveux obtenus par la force, en insistant sur la traîtrise des femmes.
Le Haut-Commissariat des Nations unies aux droits de l'homme se dit également préoccupé par des informations faisant état d'intimidations visant des journalistes et des membres de familles de journalistes iraniens travaillant pour des chaînes de presse basées en dehors de l'Iran, qui auraient été convoqués et menacés de représailles par des responsables du renseignement. Mohammad Mosaed, journaliste du quotidien Sharq, est arrêté et conduit vers une destination inconnue après avoir lancé un message sur Twitter.
En juillet 2020, alors que trois jeunes hommes, Amir Hossein Moradi, Said Tamjidi et Mohammad Rajabi, sont condamnés à mort pour avoir pris part aux manifestations de novembre 2019, la plus grande campagne virtuelle jamais menée par des Iraniens est menée sur les réseaux sociaux Twitter et Instagram à travers le hashtag « Ne les exécutez pas » — utilisé plus de 8 millions de fois sur Twitter —, dans le but d'empêcher leur exécution. Y prennent part des athlètes tels que le footballeur Mohammad Mazaheri, des politiques, des universitaires, ainsi que des stars du cinéma comme le réalisateur Asghar Farhadi. Moins de 24 heures après le lancement du mouvement, les avocats des condamnés obtiennent le droit de consulter, pour la première fois, leur dossier.

#### Tentatives d’apaisement
Début décembre 2019, le Guide suprême Ali Khamenei approuve des mesures d'apaisement visant à apporter des compensations financières aux familles ou aux proches de certaines des victimes des manifestations en donnant à ces dernières le statut de martyr, ce qui assure aux familles des avantages financiers, ainsi que des facilités à l'embauche et à l'accès aux universités. La mesure s'accompagne d'un changement d'attitude dans la désignation des manifestants, passant de la fermeté à une certaine conciliation avec ceux n'ayant provoqué que des dommages légers. Le président Hassan Rohani plaide quant à lui pour la libération des « innocents » et de ceux qui ont seulement commis « des délits ».

### Réactions internationales
En réaction, Israël frappe des dizaines de cibles appartenant notamment au corps des Gardiens de la révolution islamique, dans la continuité des plus de 200 frappes menées contre les forces iraniennes en Syrie depuis plusieurs mois.
Début décembre 2019, Michelle Bachelet, Haut-Commissaire des Nations unies aux droits de l'homme, dénonce « de multiples violations du Pacte international relatif aux droits civils et politiques, que l'Iran a ratifié et est obligé de respecter », et appelle les autorités iraniennes à « entreprendre des enquêtes rapides, indépendantes et impartiales sur toutes les violations qui ont eu lieu, y compris le meurtre de manifestants et les décès et mauvais traitements signalés en détention ». Elle se dit « extrêmement préoccupée » par le « traitement physique » des personnes arrêtées, « les violations de leur droit à un procès équitable et la possibilité qu’un nombre important d’entre elles soient accusées d’infractions passibles de la peine de mort, outre les conditions dans lesquelles elles sont détenues ».
Josep Borrell, haut représentant de l'Union pour les affaires étrangères et la politique de sécurité, met en cause « la réaction disproportionnée des forces de sécurité iraniennes aux récentes manifestations ». Il exhorte les autorités iraniennes « à garantir des enquêtes transparentes et crédibles afin de clarifier le nombre de morts et de personnes arrêtées et à garantir une procédure régulière à tous les détenus », ainsi qu'à libérer immédiatement « tous les manifestants non violents actuellement détenus »,. Il dénonce enfin la coupure à internet comme « une violation manifeste de la liberté d'expression ».
Sur Twitter, Donald Trump, président des États-Unis, accuse le régime iranien de vouloir cacher une répression violente : « L'Iran est devenu si instable que le régime a coupé tout le système Internet pour que le grand peuple iranien ne puisse pas parler de l'énorme violence qui se passe dans le pays ». Le secrétaire d’État américain, Mike Pompeo, demande aux Iraniens d’envoyer aux États-Unis « leurs vidéos, photos et informations sur la répression […] contre les manifestants ».
Le 20 novembre 2019, le gouvernement français exprime, par la voix d'Agnès Von Der Mühll, porte-parole du ministère des Affaires étrangères, « sa profonde préoccupation face aux informations faisant état de la mort de nombreux manifestants », et appelle l'Iran à « respecter ses obligations internationales en matière de droits humains ».

## Reprise des manifestations en janvier 2020

### Manifestations en réaction à l'assassinat de Qassem Soleimani

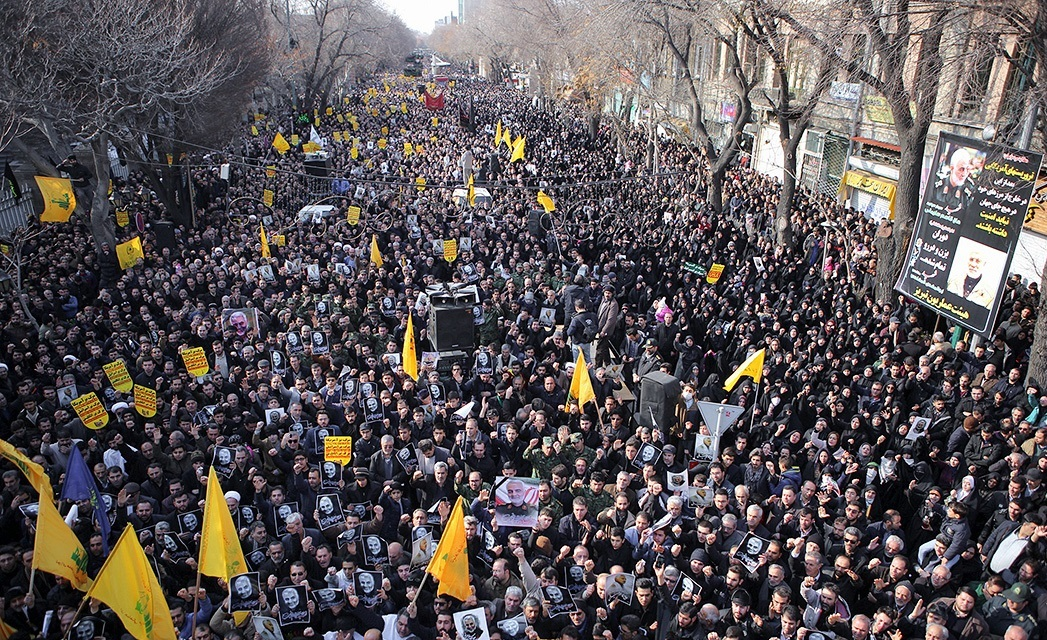
Manifestation d'hommage à Qassem Soleimani.

L'assassinat du général iranien Qassem Soleimani en janvier 2020, sur ordre du président des États-Unis Donald Trump, déclenche des manifestations d'hommage à Soleimani et d'hostilité aux États-Unis et à Israël. L'Orient-Le Jour souligne que « ces images tranchent avec celles des manifestants qui brûlaient des portraits de l’ayatollah Ali Khamenei et de l’ancien commandant de la force al-Qods au cours de la dernière vague de manifestations. Elles tranchent également avec les slogans phares qui appelaient à la fin de l’interventionnisme iranien dans la région ». Selon Mahnaz Shirali, sociologue spécialiste de l’Iran, « au départ, beaucoup d’Iraniens ont exprimé leur bonheur à l’annonce de la mort de Soleimani. Mais très vite, 24 heures après, les gens sont retombés dans la peur, en se demandant ce qui pourrait bien se passer après ».

### Manifestations en réaction au crash du vol 752 Ukraine International Airlines

#### Mots d'ordre et profil des manifestants

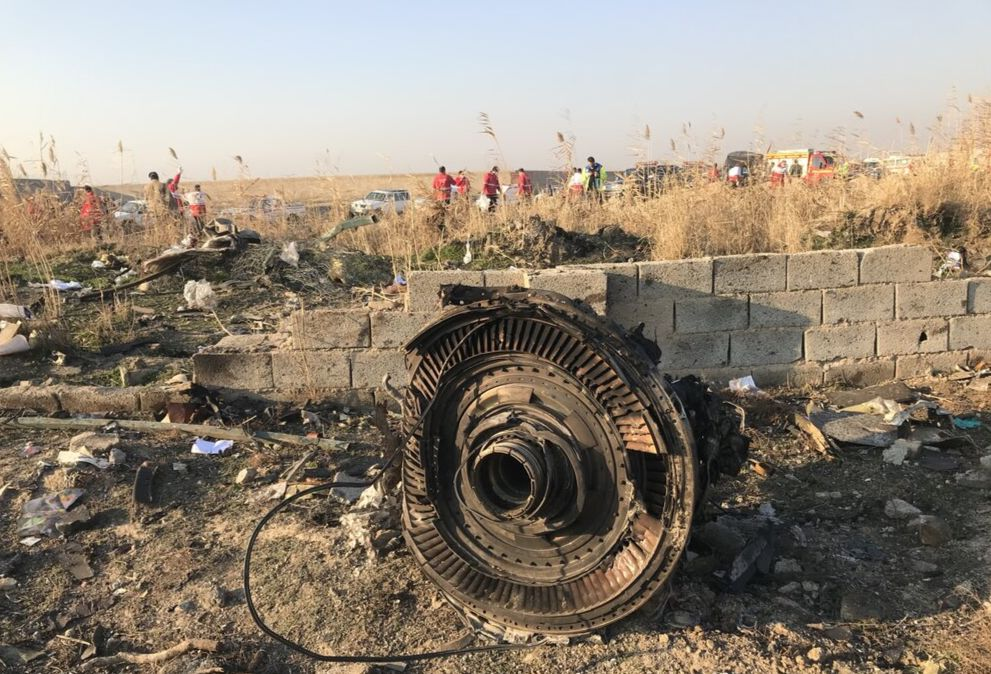
Photographie montrant l'épave du vol 752 avec un reste d'un moteur au premier plan.

Quelques jours plus tard, les mensonges du régime au sujet du crash du vol 752 Ukraine International Airlines — qui entraîne la mort de 176 passagers et membres d’équipage, majoritairement iraniens ou d’origine iranienne, après avoir été abattu par erreur par les Gardiens de la révolution — soulèvent une nouvelle vague de manifestations,. La première d'entre elles a lieu le 11 janvier à l’université Amir-Kabir de Téhéran, à l'issue d’une veillée de recueillement d'étudiants ; le mouvement se propage ensuite à une dizaine de villes les jours suivants,, dont Ispahan, Racht, Chiraz, Tabriz et Kerman. Les manifestations sont cependant concentrées à Téhéran. Les manifestations du premier weekend réunissent des milliers d’Iraniens. Les manifestants sont essentiellement des étudiants et font partie de la classe moyenne,.  
Les manifestants réclament des poursuites contre les responsables à l'origine du drame, tandis qu'Ali Rabiei (en), porte-parole du gouvernement, dément tout mensonge. Jonathan Piron, historien, souligne que l'accusation de mensonge « est extrêmement grave dans la culture perse ». Les Gardiens de la révolution se voient également reprocher leur incompétence. Des slogans hostiles à la République islamique et au Guide suprême, tels que « Mort au dictateur », sont de nouveau entonnés,,. Fait extrêmement rare, la télévision d’État fait mention de la première manifestation à l’antenne, et relève que les étudiants ont scandé des « slogans antirégime ». Des affiches du Guide suprême Ali Khamenei sont déchirées et piétinées. Sur les réseaux sociaux, des images montrent des manifestants contournant des drapeaux américains placés au sol au lieu de les piétiner. 
Nombre d'Iraniens qui se gardaient habituellement de critiquer le régime, expriment leur indignation sur Instagram. De nombreuses personnalités comme l'athlète Kimia Alizadeh, ainsi que des comédiennes, acteurs, musiciens et réalisateurs, ayant fait toute leur carrière sous la République islamique, critiquent vivement les autorités ;  plus d’une quarantaine d’entre elles annoncent leur boycott du Festival du film de Fajr.
Pour expliquer les divergences avec les précédentes manifestations d'hommage à Qassem Soleimani, Jonathan Piron invite à ne pas « regarder la population iranienne comme un bloc monolithique » : « Les défilés autour du cercueil de Soleimani ont mêlé toutes sortes de motivations : la pression sociale pour certains, le soutien à la République islamique pour d’autres, le nationalisme et l’attachement à la figure du général pour d’autres encore. Certaines personnes peuvent donc avoir participé aux premières marches et se retrouver aujourd’hui à scander des slogans hostiles au régime ». Selon la sociologue Azadeh Kian, « l’unité était seulement de façade » et « les problèmes économiques qui ont poussé à maintes reprises la population dans la rue, ces dernières années, n’ont pas disparu ».

#### Répression
Les forces de l'ordre répondent de nouveau de manière violente mais dans une moindre mesure qu'en novembre, ce qui s'explique par le fait que les manifestations se limitent davantage à une catégorie de la population,. Alors que le chef de la police de Téhéran, Hossein Rahimi, dément avoir fait ouvrir le feu, des vidéos amateurs circulant sur les réseaux sociaux montrent des manifestants ensanglantés et font clairement entendre des coups de feu ; cinq d'entre elles, authentifiées et géolocalisées par France 24, montrent trois femmes grièvement blessées et des policiers en train d'utiliser des fusils ou carabines à plomb au cours d’une manifestation. Amnesty International indique que des dizaines de manifestants auraient été blessés « dans le cadre d’un usage illégal de la force » par les forces de sécurité iraniennes, composées d’unités spéciales, de miliciens Basij et d’agents vêtus en civil. Selon l'ONG, ces dernières font usage non pas d'armes létales comme en novembre mais de projectiles tirés par des fusils à air comprimé qui ne sont pas destinés à tuer, mais peuvent causer des blessures. Amnesty International évoque également l'usage de gaz lacrymogène et de spray au poivre. Selon le journaliste Jean-Pierre Perrin, « les matraquages, les arrestations se multiplient, certes, mais, semble-t-il, il y a peu de tirs à balles réelles ». Selon le chercheur Reza Moini, la répression s’exerce sur les familles des victimes iraniennes du crash qui, en venant chercher les corps de leurs proches, doivent « remplir un questionnaire » et s’engager à ce que les veillées de deuil ne se transforment pas en manifestations.

#### Discours des autorités
Dans une adresse à la nation diffusée à la télévision le 15 janvier, le président Hassan Rohani joue l’apaisement, invoquant la nécessaire « unité nationale » et la « réconciliation ». Lors de son prêche du 17 janvier, le Guide suprême Ali Khamenei laisse entendre que les manifestations anti-pouvoir ne sont pas représentatives de l'ensemble du peuple iranien. Après le prêche, la télévision d'État diffuse des images de rassemblements de soutien au pouvoir et aux forces armées dans des villes de province. Jean-Pierre Perrin souligne que « face à la montée des accusations, le pouvoir fait bloc au point que l’on ne voit plus très bien qui sont les réformateurs et les « oussoulgariyan » (« principalistes », nom de la plus importante faction radicale), la plupart des premiers s’alignant sur les positions des Gardiens de la révolution ».

#### Réactions internationales

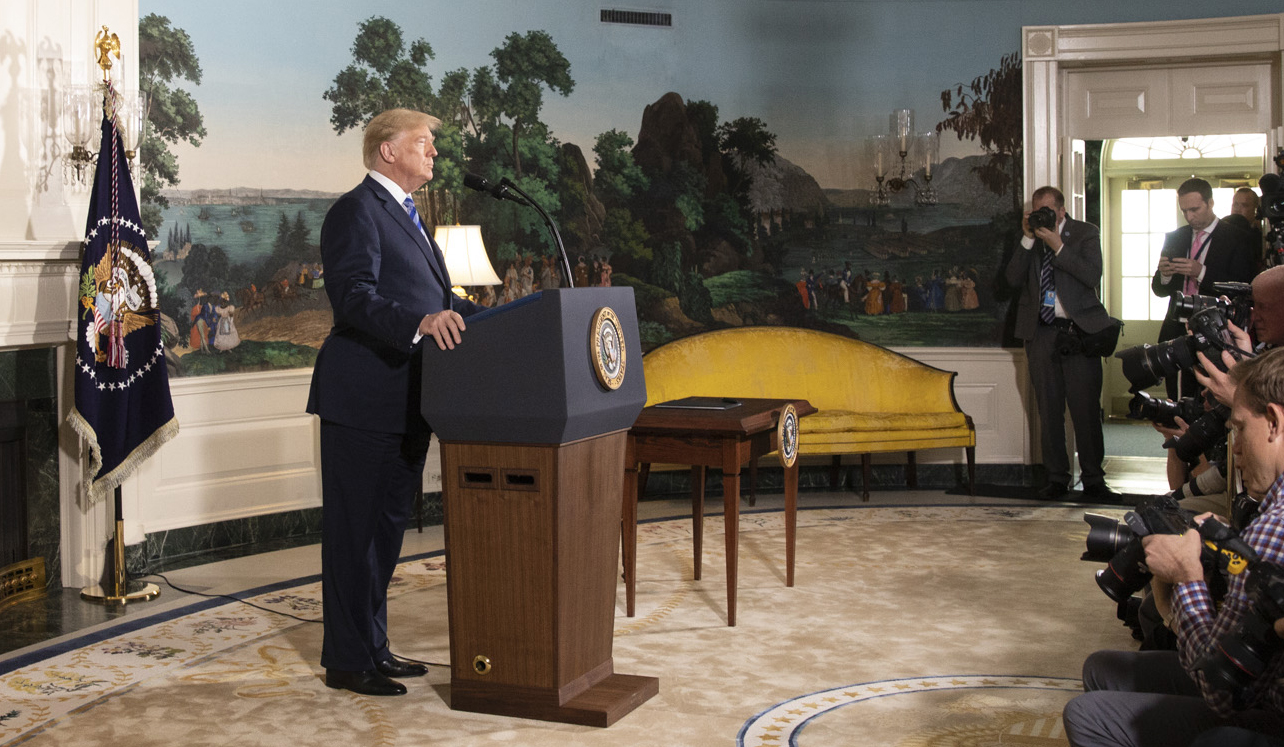
Comme lors de la première vague de manifestations, Donald Trump (ici, annonçant le retrait américain de l'Accord de Vienne sur le nucléaire iranien) est l'un des rares chefs d'État à s'exprimer à ce sujet en janvier 2020.

Le président des États-Unis Donald Trump met en garde les autorités iraniennes contre de nouvelles exactions, et exprime son soutien au peuple iranien,. Alors que l’ambassadeur du Royaume-Uni en Iran est brièvement arrêté, Dominic Raab, ministre britannique des Affaires étrangères, dénonce « une violation flagrante de la législation internationale ».